# Rozdzielne ładowanie

Schemat rozdzielnego ładowania na przykładzie armaty odprzodowej

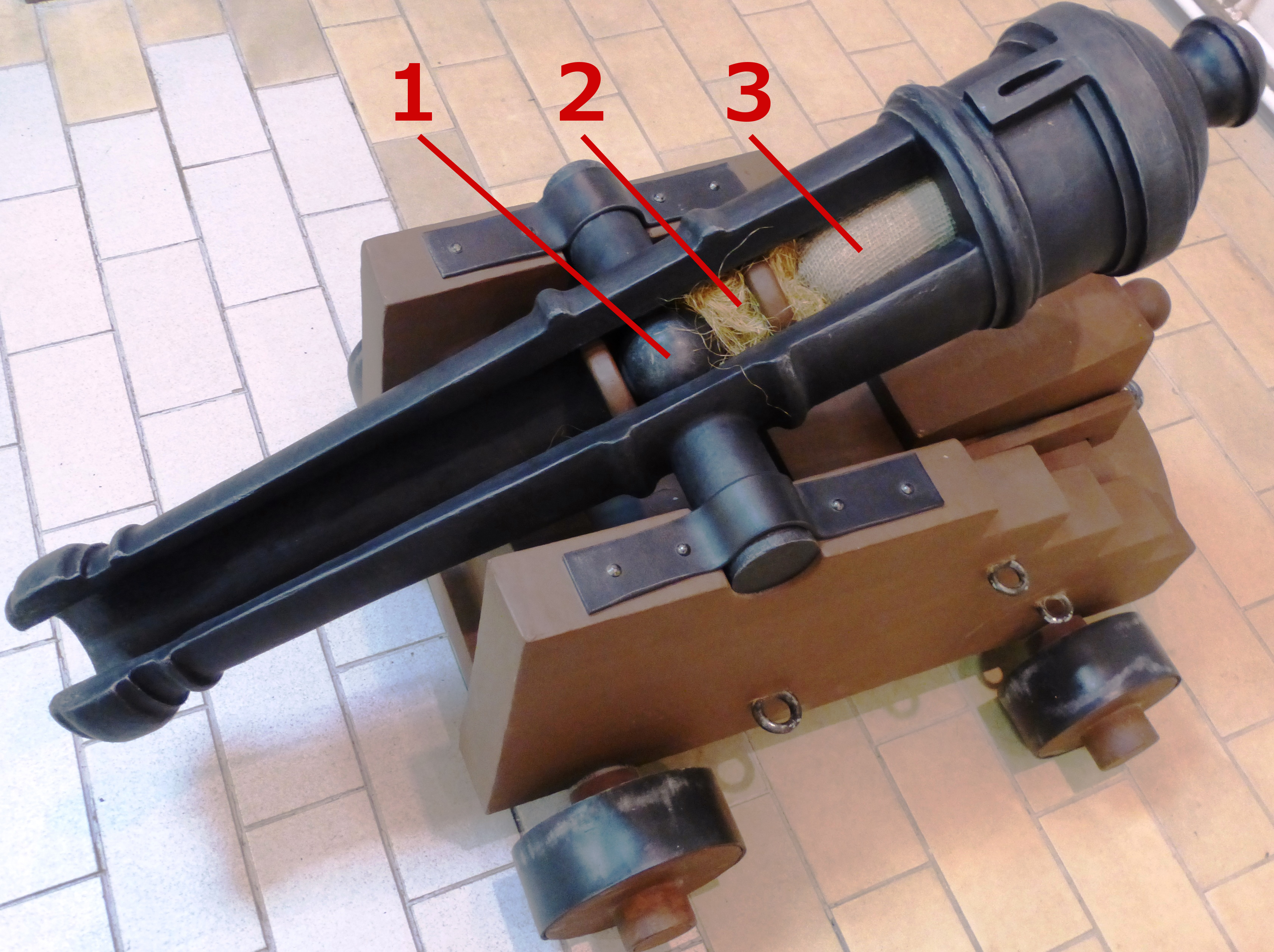
Przekrój załadowanej armaty odprzodowej. Widoczna:
1) kula armatnia
2) przybitka
3) worek z ładunkiem miotającym

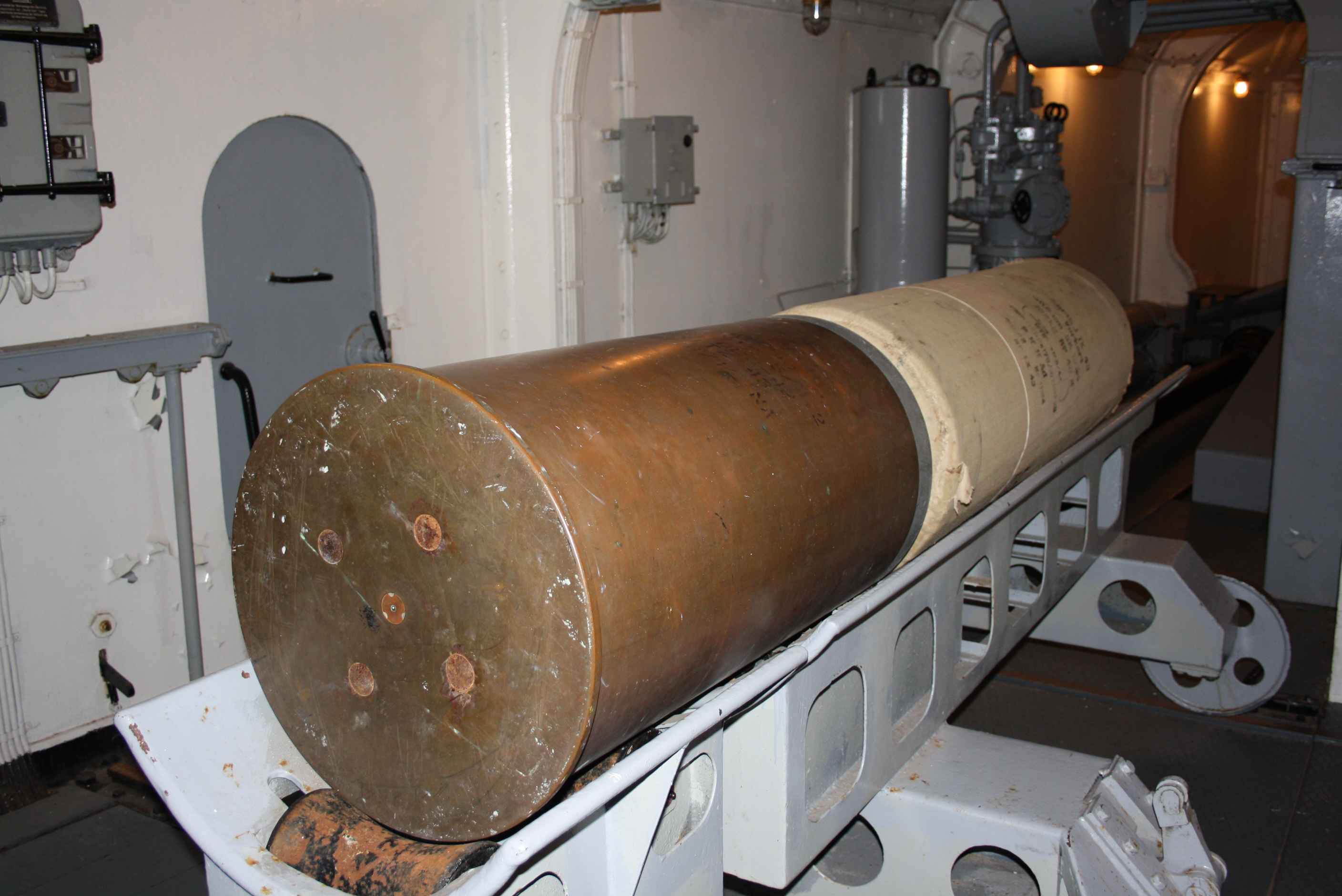
Artyleryjski nabój składany, ostatni przykład stosowania rozdzielnego ładowania w broni współczesnej

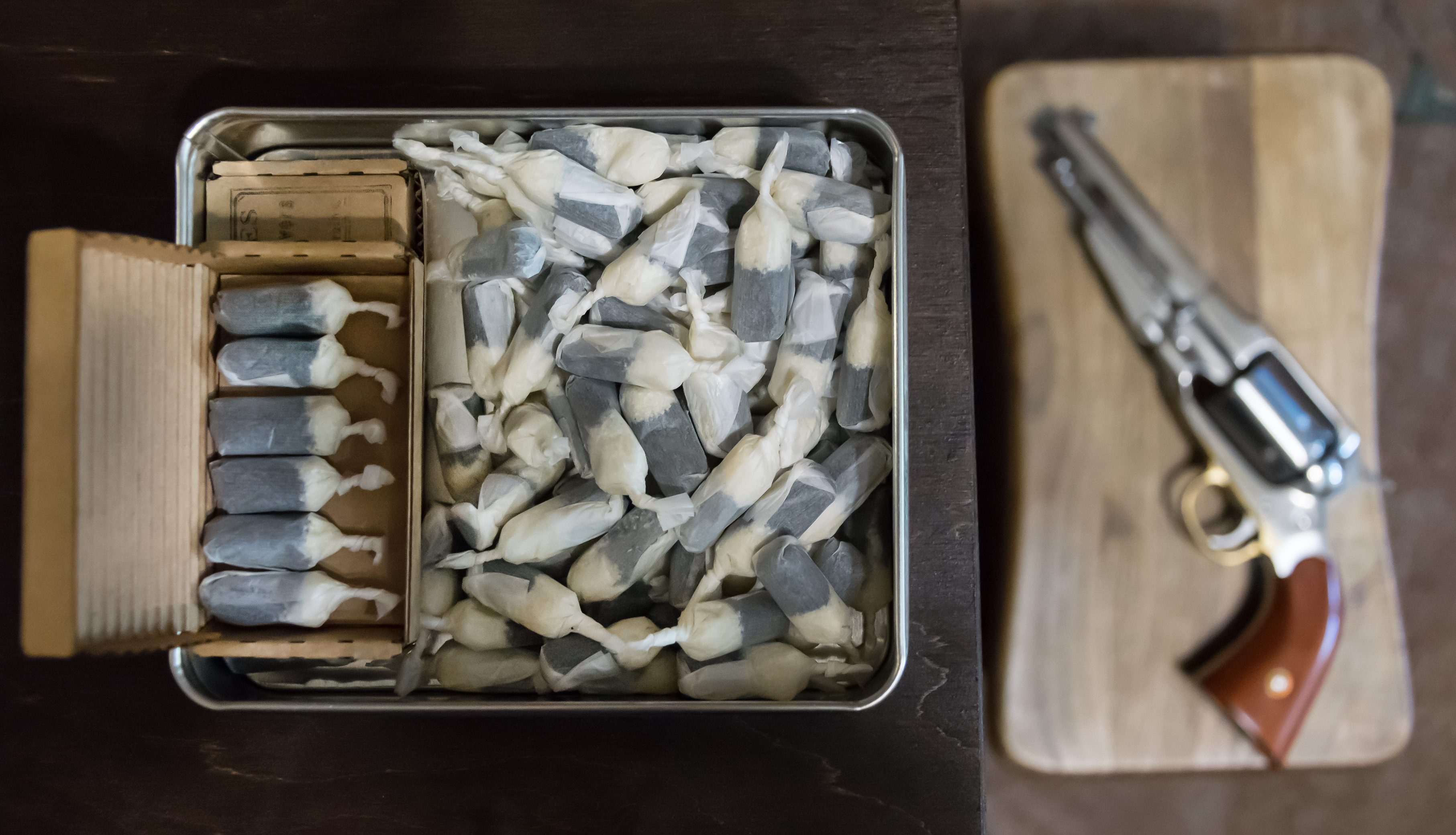
Współczesne ładunki do broni czarnoprochowej kalibru .44

Rozdzielne ładowanie – rodzaj ładowania broni palnej, w którym elementy stanowiące amunicję nie są połączone w integralną całość (jak w naboju zespolonym) i muszą być umieszczane w broni oddzielnie. 
System powszechnie stosowany w historycznej broni odprzodowej do II połowy XIX w. Współcześnie zarzucony, jednak niekiedy stosowany jeszcze w niektórych typach dział dużego kalibru (zob. nabój składany). Wadą tego systemu jest dłuższy proces ładowania spowodowany koniecznością umieszczenia dwóch, a czasami więcej elementów w celu przygotowania broni do strzału, zaś zaletą możliwość lepszego dobierania ilości materiału miotającego w zależności od konkretnej sytuacji.

## Rozdzielne ładowanie na przykładzie muszkietu
Jako przykład zastosowania systemu rozdzielnego ładowania w praktyce, może posłużyć proces ładowania muszkietu, który podzielony na następujące etapy:
1. przetarcie lufy pakułami[3]
2. otworzenie prochownicy lub tulei na bandolierze[3]
3. wsypanie odmierzonej porcji prochu do lufy[3]
4. wyjęcie stempla z łoża[3]
5. umieszczenie w lufie przybitki i ubicie jej na dnie stemplem[3]
6. przygotowanie kuli poprzez owinięcie jej flejtuchem[3]
7. umieszczenie w lufie kuli z flejtuchem i ubicie jej na dnie stemplem[3]
8. umieszczenie stempla z powrotem w łożu[3]
9. podsypanie panewki prochem[3]
10. dmuchnięcie w zapalony wcześniej lont tkwiący w kurku, podsycając jego żarzenie się

Dopiero po takim przygotowaniu broni, muszkieter mógł wbić forkiet w ziemię, oprzeć na nim muszkiet, wycelować i wystrzelić. Po oddaniu strzału, całą procedurę należało zacząć od początku.